# Мащехата (теленовела, 2022)
Мащехата (на испански: La madrastra) е мексиканска теленовела, режисирана от Серхио Катаньо и Ектор Маркес и продуцирана от Кармен Армендарис за ТелевисаУнивисион през 2022 г. Версията, разработена от Габриела Ортигоса, е римейк на едноименната теленовела от 2005 г., написана от Лиляна Абуд, базирана на оригиналната чилийска история, създадена от Артуро Моя Грау. Това е петата теленовела от антологията Фабрика за мечти, която пресъздава големите мексикански теленовели, създадени между 80-те години на XX в. и първите години на XXI в.
В главните роли са Арасели Арамбула и Андрес Паласиос, а в отрицателните – Марисол дел Олмо, Сесилия Габриела, Марта Хулия, Марко Тревиньо, Хуан Мартин Хауреги, Хосе Елиас Морено, Дения Агалиану и Адриан Ди Монте.

## Сюжет
Обвинена в чужбина за престъпление, което не е извършила, Марсия Сиснерос е осъдена на 35 години затвор. Нейният съпруг Естебан Ломбардо я смята не само за убийца, но и за прелюбодейка, убила любовника си, за да прикрие своята изневяра. Естебан дори изпитва съмнение, че е истинският баща на своята дъщеря. Сестрите на Естебан, неговите съдружници и съпругите им свидетелстват срещу съпругата му. Всички имат причини да мразят Марсия. Той я оставя на произвола на съдбата и подава молба за развод.
Убедена в своята невинност и че убиецът е сред приятелите на бившия ѝ съпруг, Марсия учи право, за да възобнови случая.
При завръщането си в Мексико Лукресия, по-голямата сестра на Естебан, поставя портрет на непозната жена и заедно с Естебан измислят лъжа, уверявайки Уго и Лусия, децата на Марсия, че майка им е загинала при злополука. Двамата растат, обожавайки жената от портрета, пълна с добродетели.
Двадесет години по-късно адвокатът на Марсия успява да уреди предсрочното ѝ освобождаване и тя се връща в Мексико, решена да върне децата си и да изчисти името си. Отец Хосе, нейният довереник и защитник, я информира, че Естебан е сгоден за Паула и че за децата ѝ тя е мъртва.
Марсия призовава всички заподозрени, които се шокират да я видят. Въпреки негодуванието, което изпитват Марсия и Естебан, любовта и желанието се появяват помежду им. За да спечели децата си и да разследва всеки от заподозрените, тя сменя името си и започва да се представя като Мариса Джоунс.
Марсия принуждава Естебан да се раздели с Паула и да се ожени за нея, превръщайки се в мащеха за собствените си деца, които не правят нищо друго освен да я презират, докато тя подрежда пъзела и излага живота си на риск, за да разкрие истинския убиец. Лукресия и приятелите на Естебан заговорничат да я унищожат. Марсия разобличава заподозрените един по един, разкривайки тъмните им страни и откривайки виновника.
Естебан признава грешката си и моли Марсия за прошка. Тя разбира, че и двамата са били жертви на ревността и егоизма на другите, и си дават втори шанс. Без изобщо да се колебае, Марсия възвръща любовта на своите деца, като е освободена от всякаква вина.

## Актьори
- Арасели Арамбула – Марсия Сиснерос Диас де Ломбардо / Мариса Джоунс
- Андрес Паласиос – Естебан Ломбардо Фуентес
- Марисол дел Олмо – Лукресия Ломбардо Фуентес
- Хуан Карлос Барето – Отец Хосе Харамийо
- Марта Хулия – Флоренсия Линарес де Техада
- Марко Тревиньо – Донато Ривас
- Сесилия Габриела – Емилия Сетина де Ривас
- Хуан Мартин Хауреги – Бруно Техада
- Исадора Гонсалес – Инес Ломбардо Фуентес
- Дения Агалиану – Паула Ферер Сетина
- Едуардо Еспаня – Руфино "Костенурката" Гонсалес
- Монсерат Мараньон – Кандида Гарсия де Нуниес
- Рикардо Фастлихт – Франсиско "Панчо" Нуниес
- Епи Велес – Виолета Прадо
- Кармен Муга – Алба Бермехо
- Адриан Ди Монте – Алваро Гонсалес
- Икер Мадрид – Графинята
- Алберто Павон – Иняки Арнея
- Давид Каро Леви – Уго Ломбардо Сиснерос
- Ана Тена – Лусия Ломбардо Сиснерос
- Емилио Гонсалес – Рафаел Ломбардо Сиснерос
- Хулия Урбини – Селия Нуниес Гарсия
- Себастиан Фульо – Омар Ескаланте Масияс
- Кристофър Валенсия – Пабло Нуниес Гарсия
- Хосе Елиас Морено – Сантино Гонсалес
- Габриел Сото – Николас Ескаланте
- Вилма Монтемайор – Ребека Масияс де Ескаланте
- Педро Прието – Антонио Хил
- Палмейра Крус – Бетина Мена
- Диего Солдано – Гаспар Иглесиас
- Кармен Делгадо – Лейтенант Акуня
- Карла Гайтан – Химена Хил
- Даниела Кордеро – Долорес "Лола" Мена
- Хорхе Лоса – Жорди Виля
- Оскар Виялобос – Директорът на затвора

## Премиера
Премиерата на „Мащехата“ е на 15 август 2022 г. по Las Estrellas. Последният 50. епизод е излъчен на 21 октомври 2022 г.
| Година | Излъчване              | Брой епизоди | Премиера       | Премиера         | Финал            | Финал            |
| Година | Излъчване              | Брой епизоди | Дата           | Зрители (в млн.) | Дата             | Зрители (в млн.) |
| ------ | ---------------------- | ------------ | -------------- | ---------------- | ---------------- | ---------------- |
| 2022   | понеделник-петък 21:30 | 50           | 15 август 2022 | 3.1              | 21 октомври 2022 | 3.8              |

## Продукция
През октомври 2018 г. поредицата е обявена за част от франчайза на Фабрика за мечти. През май 2022 г. теленовелата е представена по време на представянето на телевизионния сезон 2022–2023 г. на Унивисион, като Арасели Арамбула и Андрес Паласиос са обявени актьорите, които ще изпълняват за главните роли. Официалните снимки започват на 6 юни 2022 г. и приключват на 28 септември 2022 г. Версията и либретото на теленовелата са написани от писателката и сценаристка Габриела Ортигоса, с допълнителни диалози от Роса Саласар Аренас, Рикардо Техеда, Фермин Сунига и Антони Мартинес и литературна редакция от Хуан Карлос Техеда. Снимките са разделени така, че да се извършват 50% в студио на Телевиса Сан Анхел, а останалите – на външни локации.

## Епизоди
| № | №  | Заглавие                                                                     | Режисура                     | Сценарий                                                                                                   | Първо излъчване   | Първо излъчване в България | Рейтинг (в милиони) |
| --- | -- | ---------------------------------------------------------------------------- | ---------------------------- | --- | ----------------- | -------------------------- | ------------------- |
| 1 | 1  | Хладнокръвно убийство ("Asesinato a sangre fría")                            | Серхио Катаньо, Ектор Маркес | Габриела Ортигоса, Роса Саласар Аренас, Рикардо Техеда, Фермин Сунига, Антони Мартинес, Хуан Карлос Техеда | 15 август 2022    | 14 декември 2023           | 3.1                 |
| Марсия и Естебан се отдават на страстта. Ребека се усъмнява във верността на Николас. Той изпраща съобщение на Марсия, предупреждавайки я, че ще се самоубие. Тя се опитва да го спре, но когато стига до стаята му, получава удар в главата. Марсия е обвинена в смъртта на Николас. Съдията постановява, че Марсия е виновна и е осъдена на 35 години затвор. Естебан моли Марсия да признае дали е била любовница на Николас. Естебан дава част от акциите на семейната компания в замяна на това да не се разкрива скандалът със съпругата си. 20 години по-късно Марся е освободена. |    |                                                                              |                              | |                   |                            |                     |
| 2 | 2  | Пълно право да обичам отново ("Todo el derecho de volver a amar")            | Серхио Катаньо, Ектор Маркес | Габриела Ортигоса, Роса Саласар Аренас, Рикардо Техеда, Фермин Сунига, Антони Мартинес, Хуан Карлос Техеда | 16 август 2022    | 15 декември 2023           | 3.4                 |
| Естебан е решен да изгради живота си с Паула. Уго ги вижда да се целуват. Децата на Естебан се противопоставят на връзката им, а Лукресия споделя на Инес, че няма да допусне друга жена да влезе в семейството им. Марсия излиза от затвора и моли Иняки да я заведе в хотела, където Николас губи живота си. Тя започва да си спомня всичко, което е преживяла преди трагедията. Естебан е разочарован от Уго, а Флоренсия научава за връзката на Естебан и Паула. Марсия открива как Николас е убит. |    |                                                                              |                              | |                   |                            |                     |
| 3 | 3  | За твоите деца си мъртва ("Para tus hijos estás muerta")                     | Серхио Катаньо, Ектор Маркес | Габриела Ортигоса, Роса Саласар Аренас, Рикардо Техеда, Фермин Сунига, Антони Мартинес, Хуан Карлос Техеда | 17 август 2022    | 18 декември 2023           | 3.5                 |
| Флоренсия се изправя срещу Естебан заради годежа му с Паула, но той я отхвърля, когато научава за чувствата ѝ. Иняки помага на Марсия да намери улики за убиеца на Николас. Лукресия заплашва Паула, като настоява да стои далеч от Естебан. Бруно се изправя срещу Флоренсия заради любовта ѝ към Естебан. Алваро посещава Лукресия и я заплашва, че ще покаже нейно интимно видео, ако тя откаже да му даде пари. Марсия е решена да се върне в Мексико, за да разбере истината. Лукресия моли племенниците си да провалят годежа на баща си. Отец Хосе съобщава на Естебан, че няма да може да се ожени в църква. Флоренсия се изправя срещу Емилия, че я е предала. Марсия се връща в Мексико и първото нещо, което прави, е да посети отец Хосе, който, след като я вижда, разкрива, че децата ѝ я смятат за мъртва. Флоренсия заплашва Естебан да каже истината. |    |                                                                              |                              | |                   |                            |                     |
| 4 | 4  | Този фарс приключва днес ("Esta farsa se acaba hoy mismo")                   | Серхио Катаньо, Ектор Маркес | Габриела Ортигоса, Роса Саласар Аренас, Рикардо Техеда, Фермин Сунига, Антони Мартинес, Хуан Карлос Техеда | 18 август 2022    | 19 декември 2023           | 3.1                 |
| Отец Хосе казва на Марсия, че Естебан и Лукресия са се отървали от всички нейни спомени до степен, че поставили портрета на непозната жена в дома си, а Марсия признава на отеца, че убиецът на Николас е сред хората, които са били на пътуването. Естебан разкрива на Омар, че баща му е убит преди 20 години. Паула иска от Лукресия 50 милиона песо, за да остави Естебан. Естебан научава, че Паула е напуснала града, след като Лукресия ѝ предложила пари в замяна да го напусне. Той се изправя срещу сестра си. Марсия обърква сина си Уго с Омар и припада. Марсия започва да следи всичките си врагове и вижда Естебан да целува Паула. Марсия организира вечеря за Естебан и враговете си, за да станат всички свидетели на нейното завръщане. |    |                                                                              |                              | |                   |                            |                     |
| 5 | 5  | Това, което по право ми принадлежи ("Lo que por derecho me pertenece")       | Серхио Катаньо, Ектор Маркес | Габриела Ортигоса, Роса Саласар Аренас, Рикардо Техеда, Фермин Сунига, Антони Мартинес, Хуан Карлос Техеда | 19 август 2022    | 20 декември 2023           | 3.1                 |
| Марсия показва на всички, че ги държи в полезрението си и е готова да разкрие истинския виновник за смъртта на Николас. Марсия моли Естебан да признае цялата истина на децата им, защото планира да се сближи с тях. Отец Хосе представя децата на Ломбардо на Марсия, а тя остава безмълвна. Въпреки молбите на Флоренсия, Естебан отказва да я върне на работа, особено заради завръщането на Марсия. Лусия се появява на партито на баща си облечена като клоун и това предизвиква критики сред гостите. Алваро се появява неочаквано на партито на Естебан, за да търси парите на Паула. Марсия се среща с Естебан в апартамента си и когато Естебан отказва да каже истината на децата си, тя припада. |    |                                                                              |                              | |                   |                            |                     |
| 6 | 6  | Да се откажа от правото си да бъда майка ("Renunciar a mi derecho de madre") | Серхио Катаньо, Ектор Маркес | Габриела Ортигоса, Роса Саласар Аренас, Рикардо Техеда, Фермин Сунига, Антони Мартинес, Хуан Карлос Техеда | 22 август 2022    | 21 декември 2023           | 3.1                 |
| Омар разбира, че Марсия се е срещала с Естебан, но не се обезсърчава да се опита да я спечели. За да подкрепи Силия, Естебан решава да наеме Пабло като учител по философия на Лусия. За да ухажва Лусия, Алваро отива при Паула и я изнудва. Знаейки, че има някаква връзка между Алваро и Паула, Лусия решава да използва информацията, за да се опита да откъсне Паула от баща си. |    |                                                                              |                              | |                   |                            |                     |
| 7 | 7  | Ти ме зарови жива ("Me enterraste en vida")                                  | Серхио Катаньо, Ектор Маркес | Габриела Ортигоса, Роса Саласар Аренас, Рикардо Техеда, Фермин Сунига, Антони Мартинес, Хуан Карлос Техеда | 23 август 2022    | 22 декември 2023           | 3.0                 |
| Въпреки че Сантино отрича обвиненията на Марсия, тя все още се съмнява, че той казва истината. Лукресия посещава отец Хосе и заплашва Марсия да не се приближава повече до собствените си деца. Флоренсия е сигурна, че има нещо между Алваро и Паула, за което е готова да плати, за да я разобличи. Уго се опитва да накара Паула да стои далеч от баща му, но тя е тази, която заплашва да отнеме Естебан от тях. Естебан не може да спре да мисли за Марсия и предпочита да предложи на Паула да насрочи датата на сватбата им. |    |                                                                              |                              | |                   |                            |                     |
| 8 | 8  | Ще сложа край на тази сватба ("Voy a acabar con esa boda")                   | Серхио Катаньо, Ектор Маркес | Габриела Ортигоса, Роса Саласар Аренас, Рикардо Техеда, Фермин Сунига, Антони Мартинес, Хуан Карлос Техеда | 24 август 2022    | 25 декември 2023           | 3.0                 |
| Омар убеждава Марсия да отиде на вечеря с него, където той споделя болката, която е преживял след убийството на Николас. Лукресия предупреждава Естебан, че ако се ожени за Паула и се изнесе, Марсия може да се върне у дома. Флоренсия моли Лукресия за помощ, за да получи доказателства срещу Паула, и да предотврати брака ѝ с Естебан. Пабло пристига в къщата на Лусия, решен да продължи с часовете си; когато вижда, че тя не го слуша, той взема мобилния ѝ телефон. Марсия се изправя срещу Бруно, за да продължи разследването си и открива, че Сантино я е излъгал. |    |                                                                              |                              | |                   |                            |                     |
| 9 | 9  | Една по-голяма опасност ("Un peligro mayor")                                 | Серхио Катаньо, Ектор Маркес | Габриела Ортигоса, Роса Саласар Аренас, Рикардо Техеда, Фермин Сунига, Антони Мартинес, Хуан Карлос Техеда | 25 август 2022    | 26 декември 2023           | 3.0                 |
| Сантино е приет в болница. След като научава за това, Марсия се страхува, че той ще отнесе самоличността на истинския убиец в гроба. На излизане от къщата на Лусия, Пабло се сблъсква с Алваро, осъзнавайки измамата, на която се кани да подложи Лусия. За изненада на Паула, Лукресия пристига в нейния магазин, за да предложи помощта си в планирането на сватбата. Омар отвежда Марсия до гроба на родителите си, където Марсия се заклева да открие кой е истинският убиец. Инес посещава Марсия в хотела, за да я накара да остави децата си, като се позовава на тяхното благополучие. |    |                                                                              |                              | |                   |                            |                     |
| 10 | 10 | Свали маската на почтения човек ("Quítate la máscara de hombre honesto")     | Серхио Катаньо, Ектор Маркес | Габриела Ортигоса, Роса Саласар Аренас, Рикардо Техеда, Фермин Сунига, Антони Мартинес, Хуан Карлос Техеда | 26 август 2022    | 27 декември 2023           | 3.0                 |
| С посещението на Алваро, Лукресия се възползва от възможността да го покани на вечеря, за да го опознае по-добре, семейството разбира, че това, което казва, не е вярно. Естебан изисква от семейството си да го подкрепи за сватбата, а Лукресия изненадва племенниците си, като се съгласява с него. Емилия предупреждава Паула, че би било най-добре да се омъжи за Естебан бързо, тъй като забавянето на церемонията излага съюза им на риск. Естебан предлага на Омар да се премести в Маями, за да го държи далеч от Марсия, но той забелязва и пита дали се интересува от Мариса Джоунс. Емилия се изправя срещу Марсия за всичко, което е изстрадала заради нея, и ѝ дава да разбере, че не е имала причина да убива Николас. |    |                                                                              |                              | |                   |                            |                     |
| 11 | 11 | Искам те далеч от децата ми ("Te quiero lejos de mis hijos")                 | Серхио Катаньо, Ектор Маркес | Габриела Ортигоса, Роса Саласар Аренас, Рикардо Техеда, Фермин Сунига, Антони Мартинес, Хуан Карлос Техеда | 29 август 2022    | 28 декември 2023           | 3.0                 |
| Емилия научава, че е изгубила бебето си. Естебан разбира за болестта на Сантино. Марсия се опитва да спечели доверието на децата си с помощта на отец Хосе. Емилия си спомня, че преди 20 години е изгубила дете от Николас. Уго моли Лусия да не се надява на Омар, тъй като той се интересува от бившата приятелка на баща си. Сантино моли Виолета да унищожи всичко, което е съхранявал в кутия под леглото си в деня, в който умира. Лукресия предлага на Паула да живее в къщата, след като се омъжи за Естебан. Паула започва да ревнува, когато научава, че Естебан все още се среща с Марсия. Лусия признава на Омар, че го обича, той я отхвърля и ѝ признама, че гледа на нея само като на сестра. Естебан настоява Марсия да стои далеч от децата му. Марсия успява да се промъкне в дома и да вземе някои документи, но Уго влиза. |    |                                                                              |                              | |                   |                            |                     |
| 12 | 12 | Ято гарвани ("Una parvada de cuervos")                                       | Серхио Катаньо, Ектор Маркес | Габриела Ортигоса, Роса Саласар Аренас, Рикардо Техеда, Фермин Сунига, Антони Мартинес, Хуан Карлос Техеда | 30 август 2022    | 29 декември 2023           | 2.9                 |
| Алваро се вижда с Лусия. Рафаел се съгласява да помогне на леля си и кани брат си и сестра си. Емилия изпада в дълбока депресия и Флоренсия я моли да ѝ каже дали е убила Николас. Тя отрича всичко и я уверява, че само е отмъстила на Марсия, както са направили всички по време на процеса. Естебан е ядосан на Марсия, че се меси в компанията му, тя го уверява, че търси само доказателства, за да докаже, че е невинна. Сантино оставя цялото си състояние на доведения си брат, приятелите му се противопоставят на решението му, но Естебан ги моли да приемат последната му воля. Марсия изненадва Сантино и го уверява, че дори с живота си той няма да плати за всички вреди, които ѝ е причинил. Лукресия кани всички приятели на семейството в къщата си и ги кара да вярват, че тя ще празнува рождения ден на Инес, но в действителност тя организира сватбата на Естебан и Паула. Марсия пристига на тържеството. |    |                                                                              |                              | |                   |                            |                     |
| 13 | 13 | Където е имало огън... ("En donde hubo fuego...")                            | Серхио Катаньо, Ектор Маркес | Габриела Ортигоса, Роса Саласар Аренас, Рикардо Техеда, Фермин Сунига, Антони Мартинес, Хуан Карлос Техеда | 31 август 2022    | 1 януари 2024              | 3.1                 |
| Марсия ясно показва на всичките си врагове, че не се интересува от Естебан и ако се е върнала, то е за да си върне децата и да намери убиеца на Николас. Паула настоява Естебан да се ожени за нея. Естебан забранява на Лукресия да се намесва в личния му живот. Лукресия открива, че приятелката на отец Хосе е жената, заради която Омар я е отхвърлил. Марсия съобщава на отец Хосе, че Естебан е заплашил да я докладва, ако настоява да говори с децата си. Сантино моли да бъде изпратена охрана, когато вижда Марсия в дома си. Паула иска да научи повече за Мариса и да се свърже с нея. Лусия се възползва от факта, че е сама с Омар в апартамента му, за да го целуне. Естебан помага на Сантино да открие местонахождението на доведения си брат. Марсия пристига навреме за срещата си с Паула. |    |                                                                              |                              | |                   |                            |                     |
| 14 | 14 | Докарва ме до краен предел ("Me está llevando al límite")                    | Серхио Катаньо, Ектор Маркес | Габриела Ортигоса, Роса Саласар Аренас, Рикардо Техеда, Фермин Сунига, Антони Мартинес, Хуан Карлос Техеда | 1 септември 2022  | 2 януари 2024              | 3.3                 |
| Марсия е изненадана от интереса, който Паула изпитва към не, и я уверява, че не възнамерява да си върне любовта на Естебан. Лукресия споделя на племенниците си, че Мариса е изневерила на баща им с друг мъж. Флоренсия и Емилия знаят, че ако разкрият истината за Марсия, съпрузите им ще останат без работа. Марсия благодари на Силия за помощта в деня, в който припадна в офиса на Омар, но Силия ѝ казва, че присъствието ѝ я кара да се чувства неудобно. Марсия предизвиква Естебан да каже истината на децата им. Омар продължава разследването на убийството на баща си. Естебан казва на Донато и Бруно, че Марсия е открила улики в досието за убиеца на Николас. Алваро моли Естебан за работа. Омар уверява Лусия, че Лукресия мрази всички жени, които се доближат до баща ѝ, така че той се съмнява, че това, което им е казала, е истина. Марсия открива местонахождението на Антонио Хил. Омар уверява Марсия, че иска да ѝ бъде само приятел. Алваро посещава баща си, за да му даде пари. Марсия среща мъж, който може да ѝ помогне да докаже невинността си. |    |                                                                              |                              | |                   |                            |                     |
| 15 | 15 | Ще рискувам всичко ("Lo voy a arriesgar todo")                               | Серхио Катаньо, Ектор Маркес | Габриела Ортигоса, Роса Саласар Аренас, Рикардо Техеда, Фермин Сунига, Антони Мартинес, Хуан Карлос Техеда | 2 септември 2022  | 3 януари 2024              | 2.9                 |
| Марсия моли Гаспар да не отменя споразумението си с Естебан. Лусия не иска да вземе класа на Пабло, той иска обяснение и когато я вижда, я целува. Донато започва да разследва Руфино. Пабло казва на Естебан, че е влюбен в Лусия. Гаспар помага на Марсия в търсенето на Антонио Хил. Донато открадва целувка от Бетина и разкрива, че се интересува от нея. Омар кани Силия на обяд и я уверява, че са само приятели, тъй като е влюбен в Мариса. Лусия признава на отец Хосе, че Мариса е нейна съперница, тъй като Омар е влюбен в нея. Марсия пристига в къщата на Естебан, за да каже истината, но Лукресия я спира и когато вижда Лусия, Уго и Рафаел, Марсия ги уверява, че Естебан ѝ е предложил брак, защото все още я обича. |    |                                                                              |                              | |                   |                            |                     |
| 16 | 16 | Не искаме мащеха ("No queremos una madrastra")                               | Серхио Катаньо, Ектор Маркес | Габриела Ортигоса, Роса Саласар Аренас, Рикардо Техеда, Фермин Сунига, Антони Мартинес, Хуан Карлос Техеда | 5 септември 2022  | 4 януари 2024              | 2.9                 |
| Лукресия, след като научава за плановете на Марсия и Естебан, моли племенниците си да се съюзят с нея, за да предотвратят годежа. Донато изненадва Бетина с апартамент и ѝ предлага да стане негова приятелка. Марсия е разочарована, че не е казала на децата си истината, и се надява, че Естебан ще се вразуми заради тях. Лусия моли Алваро да я заведе до Сан Фелипе, за да говори с Пабло, но той се страхува, че ще бъде разпознат. Лукресия не иска Алваро близо до племенницата си. Алваро се скарва с Пабло, когато научава, че е целунал Лусия. Емилия посещава Паула и я моли да дари яйцеклетка, за да може да стане майка. Гаспар съобщава на Естебан, че Марсия ще бъде негов представител в компанията. |    |                                                                              |                              | |                   |                            |                     |
| 17 | 17 | Новата ти приятелка само търси банка ("Tu nueva novia solo busca banco")     | Серхио Катаньо, Ектор Маркес | Габриела Ортигоса, Роса Саласар Аренас, Рикардо Техеда, Фермин Сунига, Антони Мартинес, Хуан Карлос Техеда | 6 септември 2022  | 5 януари 2024              | 2.9                 |
| Гаспар казва на Естебан, че не може да повярва, че се е съмнявал във верността на Марсия. Донато и Бруно се опасяват, че другите им бизнес сделки ще бъдат разкрити. Иняки моли Марсия да вземе отпечатъците на всичките си врагове. Донато казва на Марсия, че благодарение на нея Емилия не може да бъде майка. Омар обижда Марсия, като ѝ казва, че е любовница на Гаспар, а тя му удря шамар. Марсия се интересува от това, което Естебан е казал на Паула за нея. Марсия предлага на Уго да работи като неин асистент, но той отказва предложението. Тя уверява Флоренсия, че Естебан никога не би се влюбил в жена като нея. Лусия вижда Мариса в дома си и я обижда. Естебан не позволява на Мариса да каже истината на децата му и я целува пред тях. |    |                                                                              |                              | |                   |                            |                     |
| 18 | 18 | Добре дошла в ада ("Bienvenida al infierno")                                 | Серхио Катаньо, Ектор Маркес | Габриела Ортигоса, Роса Саласар Аренас, Рикардо Техеда, Фермин Сунига, Антони Мартинес, Хуан Карлос Техеда | 7 септември 2022  | 8 януари 2024              | 3.1                 |
| Лукресия вярва, че Мариса манипулира Естебан. Лусия заплашва, че ще напусне къщата, ако баща ѝ се ожени за Мариса. Естебан разваля годежа си с Паула. Уго информира Омар за сватбата на баща му с Мариса. Омар напуска компанията на Естебан. Паула се изправя срещу Мариса, когато научава, че е отнела Естебан от нея. Инес признава на Рафаел, че е имала връзка с Бруно преди години. Сантино научава, че има рак. Паула съблазнява Естебан. Флоренсия търси Алваро, за да му предложи да съблазни Мариса в замяна на много пари. Марсия претърпява атака и открива анонимна смъртна заплаха. |    |                                                                              |                              | |                   |                            |                     |
| 19 | 19 | Обрекох се на самотата ("Me condené a la soledad")                           | Серхио Катаньо, Ектор Маркес | Габриела Ортигоса, Роса Саласар Аренас, Рикардо Техеда, Фермин Сунига, Антони Мартинес, Хуан Карлос Техеда | 8 септември 2022  | 9 януари 2024              | 2.9                 |
| Омар научава, че баща му е бил убит в хотел. Мариса моли Уго да ѝ даде шанс, за да му докаже, че не е лош човек. Лусия води Пабло на своето специално място и той ѝ предлага да му стане гадже. Марсия наема Алваро за свой асистент. Донато намира Руфино и се опитва да го убеди да бъде негов законен пълномощник; обаче Естебан не позволява на Руфино да подпише документа. Уго отива на летището, за да вземе приятелката на Мариса Алба, с намерението да научи повече подробности за бъдещата съпруга на баща си. Сантино моли Руфино за прошка, но Руфино не приема, тъй като Сантино го е наранил много, когато е бил дете. Емилия разкрива на Паула, че Мариса е била в затвора. Сантино казва на Марсия, че ѝ е изпратил съобщението от телефона на Николас, за да отиде в стаята му, но я уверява, че той не е убиецът. |    |                                                                              |                              | |                   |                            |                     |
| 20 | 20 | Този брак е фарс ("Este matrimonio es una farsa")                            | Серхио Катаньо, Ектор Маркес | Габриела Ортигоса, Роса Саласар Аренас, Рикардо Техеда, Фермин Сунига, Антони Мартинес, Хуан Карлос Техеда | 9 септември 2022  | 10 януари 2024             | 2.8                 |
| Марсия моли Сантино да признае истината на Естебан. Уго вярва, че приятелката на Мариса е дъщеря на баща му. Сантино умира в ръцете на Естебан. Марсия казва на Алба, че ще се омъжи за Естебан и я моли да ѝ бъде свидетел. Марсия пристига на погребението на Сантино и пита отец Хосе дали Сантино е успял да разкрие кой е убил Николас. Паула пита Естебан дали е знаел, че Мариса е била в затвора, а Мариса отвръща, че е била в затвора за престъпление, което не е извършила. Паула се опитва да накара Мариса да ревнува, но Мариса я уверява, че няма проблем тя и Естебан да са любовници. Селия дава на Естебан оставката си, но той я отхвърля и я моли за помощ, за да накара Омар да се върне в компанията. Руфино научава, че Сантино му е оставил цяло състояние. Иняки иска да предотврати сватбата на Марсия с Естебан, но тя го уверява, че трябва да го направи, защото това е единственият начин да бъде близо до децата си. |    |                                                                              |                              | |                   |                            |                     |
| 21 | 21 | Да живееш с пепелянки ("Vivir con víboras")                                  | Серхио Катаньо, Ектор Маркес | Габриела Ортигоса, Роса Саласар Аренас, Рикардо Техеда, Фермин Сунига, Антони Мартинес, Хуан Карлос Техеда | 12 септември 2022 | 11 януари 2024             | 3.1                 |
| Паула изнудва Емилия да ѝ каже цялата истина за Мариса. Марсия е разстроена заради Алба, когато научава, че тя е тази, която е извикала Иняки, за да предотврати сватбата ѝ. Химена се среща с Марсия и я уверява, че е убийца. Паула изненадва Естебан в офиса му и му предлага да прекара брачната си нощ с нея. Марсия пристига да живее в къщата на Естебан и те съобщават на Лукресия, че вече са женени. Инес разкрива на Марсия, че Рафаел не е син на Ребека. Естебан уверява Марсия, че планира да прекара брачната си нощ с жената, която обича. |    |                                                                              |                              | |                   |                            |                     |
| 22 | 22 | Евтини трикове ("Trucos baratos")                                            | Серхио Катаньо, Ектор Маркес | Габриела Ортигоса, Роса Саласар Аренас, Рикардо Техеда, Фермин Сунига, Антони Мартинес, Хуан Карлос Техеда | 13 септември 2022 | 12 януари 2024             | 3.0                 |
| Естебан уверява Паула, че не може да я направи своя любовница. Емилия смята, че Донато ѝ изневерява. Марсия и Естебан вярват, че Уго е отвлечен. Марсия моли Естебан да направи ДНК-тест на Лусия, за да се изяснят съмненията му. Омар информира Марсия и Естебан за местонахождението на Уго. Лусия се връща в къщата и казва на Лукресия, че ще даде шанс на мащехата си. Иняки продължава да търси човека, който е наранил Антонио Хил. Уго моли брат си и сестра си да се обединят, за да се отърват от Мариса. Лукресия се среща с Емилия и Флоренсия, за да кроят план, чрез който Естебан да повярва, че Лусия е дъщеря на Николас. |    |                                                                              |                              | |                   |                            |                     |
| 23 | 23 | Бих дала всичко за една прегръдка ("Daría todo por un abrazo")               | Серхио Катаньо, Ектор Маркес | Габриела Ортигоса, Роса Саласар Аренас, Рикардо Техеда, Фермин Сунига, Антони Мартинес, Хуан Карлос Техеда | 14 септември 2022 | 15 януари 2024             | 2.9                 |
| Отец Хосе отказва да разкрие на Марсия кой е убиецът на Николас. Отношението на Естебан кара Лусия да мисли, че той я мрази. Паула посещава Мариса и я уверява, че е била с Естебан, Мариса я поздравява, че е станала любовница на съпруга ѝ. Рафаел продължава да мисли за Химена. Естебан повтаря на Уго, че Алба не е негова дъщеря. Лусия страда от отхвърлянето на Пабло и семейството си. Естебан уверява Омар, че се е оженил за Мариса, за да го предпази от миналото, което може да го нарани. Марсия открива майката на Сантино. |    |                                                                              |                              | |                   |                            |                     |
| 24 | 24 | Как да изпратя госпожата ("Como mande la señora")                            | Серхио Катаньо, Ектор Маркес | Габриела Ортигоса, Роса Саласар Аренас, Рикардо Техеда, Фермин Сунига, Антони Мартинес, Хуан Карлос Техеда | 15 септември 2022 | 16 януари 2024             | 2.2                 |
| Марсия съобщава на Иняки, че Сантино ѝ е гласувал доверие, за да се грижи за майка му до деня, в който тя умре. Лукресия взема проба от косата на Лусия, за да я изпрати за ДНК тест. Донато казва на Емилия, че е убедил Паула да ѝ бъде донор на яйцеклетки. Мариса кани Лусия и Уго на вечеря, но те ѝ отказват. Марсия се оплаква на Естебан от начина, по който е отгледал децата им. Донато убеждава Бетина да бъде донор на яйцеклетки за братовчедка му. Рафаел изненадва Химена в училище и я кани на разходка. Уго започва да проучва миналото на Алба. Бруно и Флоренсия се опитват да спечелят доверието на Руфино. Лусия вижда Пабло да се целува с друга жена, тя се разочарова и търси Алваро. Марсия открива с кого се е срещал Антонио Хил преди да умре. |    |                                                                              |                              | |                   |                            |                     |
| 25 | 25 | Плати цената ("Pagar el precio")                                             | Серхио Катаньо, Ектор Маркес | Габриела Ортигоса, Роса Саласар Аренас, Рикардо Техеда, Фермин Сунига, Антони Мартинес, Хуан Карлос Техеда | 16 септември 2022 | 17 януари 2024             | 2.6                 |
| Инес открива, че Бруно е създал фалшив профил, за да се срещне с нея. Той я моли да му даде още един шанс и я целува. Лусия спи с Алваро, той я уверява, че иска официална връзка, защото я обича. Лукресия предупреждава Марсия, че ако Рафаел умре, тя ще бъде отговорната. Естебан не позволява на Лукресия да изобличи Марсия. Марсия пита Инес дали тя е майката на Рафаел, тя го потвърждава и казва, че Естебан ѝ е помогнал. Марсия вярва, че всичко, което прави, е да се дистанцира от децата си. Марсия се изправя срещу Флоренсия и я уверява, че вече знае, че е убила Николас. |    |                                                                              |                              | |                   |                            |                     |
| 26 | 26 | Направи малък театър ("Montar un teatrito")                                  | Серхио Катаньо, Ектор Маркес | Габриела Ортигоса, Роса Саласар Аренас, Рикардо Техеда, Фермин Сунига, Антони Мартинес, Хуан Карлос Техеда | 19 септември 2022 | 18 януари 2024             | 3.1                 |
| Марсия се изправя срещу Флоренсия и ѝ казва, че тя е убийцата на Николас. Флоренсия отрича всичко, но признава, че е изпратила анонимните писма. Естебан шпионира Марсия, докато тя се къпе. Силия кани Омар на вечеря и го целува. Марсия започва да разследва за Лусия. Естебан се опитва да прекара нощта с Марсия. Марсия научава за скривалището на Лусия. Флоренсия търси Алваро за нова атака срещу Марсия. Инес и Бруно възобновяват връзката си. Флоренсия принуждава Алваро да предаде Мариса. Уго се опитва да накара Алба да ревнува с приятеля си. Руфино е решен да плати за операцията на Графинята. Марсия попада в капана на Флоренсия и Алваро. |    |                                                                              |                              | |                   |                            |                     |
| 27 | 27 | Нищо не е невъзможно ("Nada es imposible")                                   | Серхио Катаньо, Ектор Маркес | Габриела Ортигоса, Роса Саласар Аренас, Рикардо Техеда, Фермин Сунига, Антони Мартинес, Хуан Карлос Техеда | 20 септември 2022 | 19 януари 2024             | 2.9                 |
| Флоренсия успява да запише Марсия с Алваро и да манипулира видеото. Лусия вижда Мариса да напуска апартамента на Алваро. Марсия признава, че все още изпитва чувства към Естебан. Естебан казва на Паула, че връзката им ще бъде само приятелска. Флоренсия споделя с Лукресия и Емилия какво планира да направи с видеото. Мариса иска да помогне на Лукресия да изясни недоразуменията си с Пабло, затова моли Омар за помощ. Флоренсия се опитва да убеди Руфино да приеме позиция в компанията. Лусия признава, че никога не е била влюбена в Омар. Лукресия се подиграва на Мариса, когато вижда, че нито едно от децата ѝ не ѝ обръща внимание. Лукресия организира вечеря в чест на сватбата на брат си. Лусия казва истината си на Пабло, той я успокоява с целувка. |    |                                                                              |                              | |                   |                            |                     |
| 28 | 28 | Възможност любовта да триумфира ("Una oportunidad para que triunfe el amor") | Серхио Катаньо, Ектор Маркес | Габриела Ортигоса, Роса Саласар Аренас, Рикардо Техеда, Фермин Сунига, Антони Мартинес, Хуан Карлос Техеда | 21 септември 2022 | 22 януари 2024             | 2.8                 |
| Марсия отказва да бъде интимна с Естебан. Тя открива, че Уго има заболяване, което му създава проблеми с жените. Иняки уверява Химена, че Естебан може също да е убиецът на баща ѝ. Лусия и Пабло решават да си дадат още един шанс. Химена научава, че случаят на баща ѝ е приключен. Уго се съгласява да работи за Мариса. Мариса отхвърля работата на Паула и ѝ казва да изчака нейните предложения. Уго моли Алба за шанс. Флоренсия се опитва да изненада Естебан напълно гола в спалнята му, но той я изгонва. Естебан получава снимките на Марсия с Алваро. |    |                                                                              |                              | |                   |                            |                     |
| 29 | 29 | Извади пироните ("Sacar las uñas")                                           | Серхио Катаньо, Ектор Маркес | Габриела Ортигоса, Роса Саласар Аренас, Рикардо Техеда, Фермин Сунига, Антони Мартинес, Хуан Карлос Техеда | 22 септември 2022 | 23 януари 2024             | 3.1                 |
| Мариса се изправя срещу Алваро и го разпитва за предателството му. Той не приема парите на Флоренсия и решава да признае истината на Мариса. Лусия доказва на баща си, че снимките на Мариса са били фалшифицирани. Емилия получава добра новина за бременността си. Мариса благодари на Лусия за помощта. Естебан, след като научава какво е направила Флоренсия на Марсия, не иска да я вижда повече във фирмата. Естебан казва на Донато, че след завръщането на Марсия Флоренсия не е спряла да я тормози. Лукресия получава ДНК тестовете и потвърждава, че Лусия е дъщеря на Естебан. |    |                                                                              |                              | |                   |                            |                     |
| 30 | 30 | Позволи си да обичаш ("Date permiso de amar")                                | Серхио Катаньо, Ектор Маркес | Габриела Ортигоса, Роса Саласар Аренас, Рикардо Техеда, Фермин Сунига, Антони Мартинес, Хуан Карлос Техеда | 23 септември 2022 | 24 януари 2024             | 2.9                 |
| Паула казва на Мариса, че не е съгласна с договора, който предстои да бъде подписан. Емилия съветва Лукресия да промени резултатите от ДНК теста. Лукресия научава, че Лусия е информирала Естебан, че снимките на Мариса са променени. Флоренсия заплашва Марсия. Естебан признава, че все още обича Марсия. Тя потвърждава, че Естебан не е убиецът на Николас. Омар казва на Лусия, че Мариса е уредила срещата, за да се помири с Пабло. Бруно съобщава на Флоренсия, че тя вече не е акционер в компанията. |    |                                                                              |                              | |                   |                            |                     |
| 31 | 31 | Не заслужава прошката ти ("No merece tu perdón")                             | Серхио Катаньо, Ектор Маркес | Габриела Ортигоса, Роса Саласар Аренас, Рикардо Техеда, Фермин Сунига, Антони Мартинес, Хуан Карлос Техеда | 26 септември 2022 | 25 януари 2024             | 2.8                 |
| Марсия моли Иняки да премахне Естебан от списъка на заподозрените. Лукресия уверява Естебан, че той вече е попаднал в капана на Марсия. Селия изненадва Омар с новия си имидж и му казва, че е готова да се върне в компанията при определени условия. Емилия признава на Инес, че очаква бебе. Мариса моли Омар да говори с Уго, за да разбере какво не е наред с него. Уго разкрива на Омар, че има проблеми със секса. Инес казва на отец Хосе, че излиза с женен мъж. Инес моли Бруно да се разведе с жена си. Марсия и Естебан се целуват. |    |                                                                              |                              | |                   |                            |                     |
| 32 | 32 | Много скоро ще се върнеш при мен ("Muy pronto volverás a mí")                | Серхио Катаньо, Ектор Маркес | Габриела Ортигоса, Роса Саласар Аренас, Рикардо Техеда, Фермин Сунига, Антони Мартинес, Хуан Карлос Техеда | 27 септември 2022 | 26 януари 2024             | 3.3                 |
| Бруно уверява Инес, че не възнамерява да се откаже от богатството си. Руфино научава, че Бруно е съпругът на Флоренсия. Лусия иска да заведе Пабло в къщата си, но той смята, че не е най-подходящият момент. Естебан отказва поканите на Паула. Флоренсия уверява Бруно, че е много лесно да се манипулира Руфино. Уго отрича пред сестра си, че има сексуален проблем. Паула е поканена от Лукресия на семейната вечеря, но Лусия я кара да се чувства неудобно с въпросите си. Паула пита Естебан дали вече е спал с Мариса. Флоренсия лъже Руфино за съпруга си. Луис Домингес е арестуван. |    |                                                                              |                              | |                   |                            |                     |
| 33 | 33 | Никога няма да си върна децата ("Jamás voy a recuperar a mis hijos")         | Серхио Катаньо, Ектор Маркес | Габриела Ортигоса, Роса Саласар Аренас, Рикардо Техеда, Фермин Сунига, Антони Мартинес, Хуан Карлос Техеда | 28 септември 2022 | 29 януари 2024             | 3.0                 |
| Лусия, виждайки, че Паула все още посещава Естебан в дома му, моли Мариса да прояви малко достойнство. Иняки информира Марсия, че Луис Домингес ще бъде преместен в град Мексико. Естебан търси Паула, за да се раздели с нея. Мариса започва да разказва на Лусия каква е била майка ѝ. Лукресия получава променените резултати от ДНК теста. Бруно научава, че Луис е арестуван. Инес уверява Лусия, че Мариса не я е излъгала, когато ѝ е казала за майка ѝ. Лукресия пристига в офиса на Естебан и му дава ДНК теста, който доказва, че Лусия е дъщеря на Николас. |    |                                                                              |                              | |                   |                            |                     |
| 34 | 34 | Страхувам се от най-лошото ("Me temo lo peor")                               | Серхио Катаньо, Ектор Маркес | Габриела Ортигоса, Роса Саласар Аренас, Рикардо Техеда, Фермин Сунига, Антони Мартинес, Хуан Карлос Техеда | 29 септември 2022 | 30 януари 2024             | 3.2                 |
| Марсия удря шамар на Лукресия и я уверява, че ДНК тестът е още един от нейните капани. Марсия е отвлечена. Естебан планира да изпрати Лусия да учи в чужбина, но тя смята, че това е идеята на Мариса. Лукресия разказва на Флоренсия какво се е случило с Марсия и Естебан. Уго среща Иняки и му задава въпроси за Алба. Емилия съобщава на Паула, че Мариса най-накрая е изчезнала от живота на Естебан, така че сега трябва да го спечели обратно. Лукресия казва на Уго, Лусия и Рафаел, че Мариса повече няма да се върне в къщата, тъй като са открили, че тя е жена, стремяща се към облаги. Естебан изпраща съобщение до Марсия, за да поиска развод и шефът на охраната на компанията ѝ го информира, че Мариса е отвлечена. |    |                                                                              |                              | |                   |                            |                     |
| 35 | 35 | Помогни ми! ("¡Ayúdenme!")                                                   | Серхио Катаньо, Ектор Маркес | Габриела Ортигоса, Роса Саласар Аренас, Рикардо Техеда, Фермин Сунига, Антони Мартинес, Хуан Карлос Техеда | 30 септември 2022 | 31 януари 2024             | 2.8                 |
| Лукресия моли Паула да стои настрана от делата на Мариса и се надява, че тя няма да се забърква отново с Естебан. Химена казва на Рафаел, че подозира къде може да е Мариса. Омар се заклева пред Селия, че който и да е виновен за смъртта на баща му, ще плати с живота си. Естебан и Иняки подават доклад за отвличането на Марсия. Властите започват да разпитват хора, близки до Мариса, за да открият нейното местонахождение. Марсия избягва, но в този момент Естебан пристига и я спасява, тя припада. |    |                                                                              |                              | |                   |                            |                     |
| 36 | 36 | Някой иска да те елиминира ("Alguien quiere eliminarte")                     | Серхио Катаньо, Ектор Маркес | Габриела Ортигоса, Роса Саласар Аренас, Рикардо Техеда, Фермин Сунига, Антони Мартинес, Хуан Карлос Техеда | 3 октомври 2022   | 1 февруари 2024            | 3.2                 |
| Естебан успява да прехвърли Марсия в болница за преглед. Емилия открива, че Донато ѝ изневерява. Лукресия се страхува, че Естебан ще прости на Марсия. Марсия научава, че Естебан е този, който я е спасил. Тя повтаря, че Лукресия лъже. Пабло се разделя с Лусия, когато вижда, че тя все още е с Алваро. Естебан научава за болестта на Марсия. Тя го моли да направи втори ДНК тест на Лусия. Иняки отказва да позволи на Марсия да се върне в къщата на Ломбардо, но Марсия го моли да уважи нейното решение. Лукресия научава за състоянието на Марсия. Паула губи надежда, че Естебан ще се събере отново с нея. Лусия си прави домашен тест за бременност и потвърждава, че очаква бебе. |    |                                                                              |                              | |                   |                            |                     |
| 37 | 37 | От време на време ("Tiempo al tiempo")                                       | Серхио Катаньо, Ектор Маркес | Габриела Ортигоса, Роса Саласар Аренас, Рикардо Техеда, Фермин Сунига, Антони Мартинес, Хуан Карлос Техеда | 4 октомври 2022   | 2 февруари 2024            | 3.3                 |
| Инес казва на Марсия, че има доказателство за нейната изневяра, показано ѝ от Уго. Лусия обещава да бъде по-малко груба с Мариса. Марсия предупреждава Лукресия, че ще разобличи нея и всичките ѝ лъжи. Кандида вижда Лусия и ѝ се оплаква за това, което е направила на Пабло, и ѝ забранява да се доближава до него. Флоренсия предлага на Бруно да изведе Естебан от компанията. Естебан информира децата си, че всички те ще имат охрана, докато намерят човека, отговорен за отвличането на Мариса. |    |                                                                              |                              | |                   |                            |                     |
| 38 | 38 | Убедена съм, че е жена ("Estoy convencida que es una mujer")                 | Серхио Катаньо, Ектор Маркес | Габриела Ортигоса, Роса Саласар Аренас, Рикардо Техеда, Фермин Сунига, Антони Мартинес, Хуан Карлос Техеда | 5 октомври 2022   | 5 февруари 2024            | 3.3                 |
| Алба признава, че има чувства към Уго, а Марсия иска от нея да стои далеч от сина ѝ. Уго отказва да стои настрана от живота на Алба. Мариса научава за разследването на Омар. Лусия уверява Алваро, че ѝ трябва време, за да подреди чувствата си. Химена показва снимка на Флоренсия на Марсия и я уверява, че тя е жената, която най-много разпознава. Емилия се изправя срещу Донато относно неговата агенция за модели. Естебан научава, че Лусия е бременна, затова моли Алваро да поеме отговорност като мъж. |    |                                                                              |                              | |                   |                            |                     |
| 39 | 39 | Най-голямото ми разочарование ("Mi mayor desilusión")                        | Серхио Катаньо, Ектор Маркес | Габриела Ортигоса, Роса Саласар Аренас, Рикардо Техеда, Фермин Сунига, Антони Мартинес, Хуан Карлос Техеда | 6 октомври 2022   | 6 февруари 2024            | 3.1                 |
| Естебан казва на Марсия, че не възнамерява да се превърне в подигравката на обществото с бременността на Лусия. Лусия научава, че баща ѝ иска тя да се омъжи за Алваро и признава на Мариса, че нейното бебе също може да бъде на Пабло. Марсия стига до заключението, че Естабан иска да омъжи Лусия от отмъщение, че тя не е негова дъщеря. Лукресия се опитва да удари Лусия, но Мариса я спира. Лукресия се изправя срещу Марсия за това, че е поставила своя снимка. Лусия се съгласява да се омъжи за Алваро. |    |                                                                              |                              | |                   |                            |                     |
| 40 | 40 | Бъдещето ти зависи от една моя дума ("Tu futuro depende de una palabra mía") | Серхио Катаньо, Ектор Маркес | Габриела Ортигоса, Роса Саласар Аренас, Рикардо Техеда, Фермин Сунига, Антони Мартинес, Хуан Карлос Техеда | 7 октомври 2022   | 7 февруари 2024            | 2.8                 |
| Алваро дава годежен пръстен на Лусия. Тя казва на Рафаел, че ще вземе парите от сватбата, за да избяга. Лусия споделя с Мариса, че от малка баща ѝ я отхвърля. Лукресия съветва Лусия да даде бебето си за осиновяване, а Инес ѝ припомня това, което е направила преди 18 години. Руфино, посъветван от Флоренсия, свиква заседание на борда, за да поиска освобождаването на Естебан като президент на компанията и на Мариса. Когато Пабло научава за бременността на Лусия, той настоява тя да му каже дали бебето е негово. |    |                                                                              |                              | |                   |                            |                     |
| 41 | 41 | Обградена от лешояди ("Rodeado de buitres")                                  | Серхио Катаньо, Ектор Маркес | Габриела Ортигоса, Роса Саласар Аренас, Рикардо Техеда, Фермин Сунига, Антони Мартинес, Хуан Карлос Техеда | 10 октомври 2022  | 8 февруари 2024            | 3.5                 |
| Руфино отказва да гласува срещу Естебан. Пабло се изправя срещу Алваро и го упреква, че е накарал Лусия да се влюби в него чрез лъжи. Иняки показва на Марсия доказателства, за да открие истинския убиец. Руфино открива истинските намерения на Флоренсия и я изгонва от къщата. Инес, виждайки, че Лукресия продължава да се меси в живота ѝ, я спира. Алваро се интересува от намирането на баща си сега, когато знае, че е наследил цяло състояние. Лусия научава, че Рафаел планира да спи с Химена. Марсия дразни Лукресия, когато вижда, че нещата не вървят по плана ѝ за отмъщение. Лукресия сипва вещество в питието на Марсия. |    |                                                                              |                              | |                   |                            |                     |
| 42 | 42 | Знам какво направи ("Sé lo que hiciste")                                     | Серхио Катаньо, Ектор Маркес | Габриела Ортигоса, Роса Саласар Аренас, Рикардо Техеда, Фермин Сунига, Антони Мартинес, Хуан Карлос Техеда | 11 октомври 2022  | 9 февруари 2024            | 3.3                 |
| Марсия прави предложение да заловят убиеца на Антонио Хил. Рафаел и Химена са прекъснати от Лусия. Естебан информира Донато, че вече не планира да му дава дялове от компанията. Лукресия шпионира Инес с Бруно. Марсия уверява Химена, че са на път да открият убиеца на баща ѝ. Мариса се ядосва на Паула, когато вижда, че тя не следва нейните указания. Флоренсия, Лукресия и Емилия получават анонимно писмо, което ги разстройва. Естебан приема пред Марсия, че е платил за мълчанието на Донато и Бруно с дялове в компанията. Алба приема, че се е влюбила в Уго. Марсия, чувствайки се предадена, я изгонва от компанията. |    |                                                                              |                              | |                   |                            |                     |
| 43 | 43 | Нямаш ли сърце? ("¿No tienes corazón?")                                      | Серхио Катаньо, Ектор Маркес | Габриела Ортигоса, Роса Саласар Аренас, Рикардо Техеда, Фермин Сунига, Антони Мартинес, Хуан Карлос Техеда | 12 октомври 2022  | 12 февруари 2024           | 3.6                 |
| Лукресия се среща с Флоренсия в бар, за да я информира, че Бруно ѝ изневерява с Инес. Уго се изправя срещу Мариса, когато научава, че тя е уволнила Алба от компанията. Алба разкрива на Уго, че е била в затвора с Мариса. Флоренсия се изправя срещу Инес и я уверява, че Бруно ще остане неин съпруг, докато тя не реши да се раздели с него. Мариса се изправя срещу Алваро за лъжите му, уволнява го от компанията и уверява Естебан, че преследва само парите на семейството. Руфино разкрива на Лусия, че той е истинският баща на Алваро. Алваро се изправя срещу баща си, че е казал истината. Марсия е заплашена със смърт. |    |                                                                              |                              | |                   |                            |                     |
| 44 | 44 | Те ще ми платят ("Me las van a pagar")                                       | Серхио Катаньо, Ектор Маркес | Габриела Ортигоса, Роса Саласар Аренас, Рикардо Техеда, Фермин Сунига, Антони Мартинес, Хуан Карлос Техеда | 13 октомври 2022  | 13 февруари 2024           | 3.4                 |
| Марсия уверява Естебан, че единственото нещо, което търси, е кой от неговите приятели е замесен в нейното отвличане и му показва своите улики. Лусия научава, че е била финалистка във фотографския конкурс. Лукресия търси Химена, за да ѝ каже, че сираче като нея не може да принадлежи към нейното семейство. Мариса казва на Лусия, че тя е тази, която я е включила във фотографския конкурс. Марсия разобличава Лукресия, като ѝ казва, че единственото нещо, което търси, е да контролира Естебан, тъй като е влюбена в брат си. Лукресия ѝ удря шамар, а Марсия ѝ отвръща. Естебан взема проба от косата на Лукресия. Естебан заплашва Паула със съд за неизпълнение на договора, тя за отмъщение отива в офиса на Марсия и стреля по нея. |    |                                                                              |                              | |                   |                            |                     |
| 45 | 45 | Нещо по-силно от любовта ("Algo más fuerte que el amor")                     | Серхио Катаньо, Ектор Маркес | Габриела Ортигоса, Роса Саласар Аренас, Рикардо Техеда, Фермин Сунига, Антони Мартинес, Хуан Карлос Техеда | 14 октомври 2022  | 14 февруари 2024           | 3.2                 |
| Марсия успява да се спаси и Естебан я моли да подаде жалба срещу Паула. Емилия помага на Паула да избяга. Флоренсия се съгласява да даде на Бруно развод. Паула, виждайки отхвърлянето на Естебан, решава да направи покушение срещу живота си. Химена научава, че ще трябва да се върне в Канкун. Рафаел уверява леля си Лукресия, че я мрази за това, че го е разделила с Химена. Мариса признава на Паула, че е Марсия Сиснерос, тя я моли да спре сватбата на Лусия с Алваро, тъй като те са били любовници и всичко, което той търси, са пари. Рафаел е откаран по спешност в болницата, но състоянието му е критично. Омар открива, че убиецът на баща му е Марсия Сиснерос. |    |                                                                              |                              | |                   |                            |                     |
| 46 | 46 | Тръгвам си щастлив ("Me voy feliz")                                          | Серхио Катаньо, Ектор Маркес | Габриела Ортигоса, Роса Саласар Аренас, Рикардо Техеда, Фермин Сунига, Антони Мартинес, Хуан Карлос Техеда | 17 октомври 2022  | 15 февруари 2024           | 3.4                 |
| Рафаел се сбогува с всеки член на семейство Ломбардо. Инес съобщава на Лукресия, че той е починал. Инес разкрива, че Лукресия и Бруно са истинските родители на Рафаел. Естебан изгонва Лукресия от къщата. Руфино моли Алваро да стои далеч от Лусия, иначе ще съжалява. Лусия отказва да се омъжи за Алваро и му връща годежния пръстен. Бруно признава на Флоренсия, че е имал син от Лукресия. Естебан одобрява решението на Лусия да си даде шанс с Пабло. Алваро иска от Руфино голяма сума пари, за да избяга от Лусия. Омар открива, че Мариса е убиецът на баща му. |    |                                                                              |                              | |                   |                            |                     |
| 47 | 47 | Умоляващ за прошка ("Implorando perdón")                                     | Серхио Катаньо, Ектор Маркес | Габриела Ортигоса, Роса Саласар Аренас, Рикардо Техеда, Фермин Сунига, Антони Мартинес, Хуан Карлос Техеда | 18 октомври 2022  | 16 февруари 2024           | 3.6                 |
| Марсия повтаря на Естебан, че не е убийцата на Николас. Той я уверява за първи път, че вярва в нейната невинност и я моли за прошка. Флоренсия разкрива на Марсия, че Емилия е била любовницата на Николас и в замяна на признаването на повече истини за възможния убиец, тя я моли да оттегли всички обвинения срещу нея. Лусия е прегледана от лекар и потвърждава, че не е бременна. Лукресия се връща в имението на Ломбардо, готова да признае миналото на Мариса, но Естебан успява да я спре. Марсия потвърждава, че Емилия е била любовница на Николас и се изправя срещу нея. Естебан съобщава на Марсия, че Омар вече знае, че Марсия и Мариса са едно и също лице. |    |                                                                              |                              | |                   |                            |                     |
| 48 | 48 | Само една карта за изиграване ("Solo una carta por jugar")                   | Серхио Катаньо, Ектор Маркес | Габриела Ортигоса, Роса Саласар Аренас, Рикардо Техеда, Фермин Сунига, Антони Мартинес, Хуан Карлос Техеда | 19 октомври 2022  | 19 февруари 2024           | 3.3                 |
| Отец Хосе идва в защита на Марсия, когато вижда, че Омар я съди, без да знае какво наистина се е случило в миналото. Омар се опитва да нарани Марсия. Естебан потвърждава, че Лусия е негова дъщеря. Бруно продава акциите си на Естебан и го моли да не казва нищо на Донато. Марсия успява да прости на Сантино. Инес моли Естебан да започне съдебно производство срещу Лукресия за промяна на ДНК теста. Инес организира романтична вечеря за Марсия и Естебан. Бетина води кампания срещу компанията на Естебан. |    |                                                                              |                              | |                   |                            |                     |
| 49 | 49 | Ти ли си нашата майка? ("¿Es usted nuestra madre?")                          | Серхио Катаньо, Ектор Маркес | Габриела Ортигоса, Роса Саласар Аренас, Рикардо Техеда, Фермин Сунига, Антони Мартинес, Хуан Карлос Техеда | 20 октомври 2022  | 20 февруари 2024           | 3.2                 |
| Донато моли Бруно да следва инструкциите му, за да се отърват от скандала с Естебан. Мариса иска обяснение от Бетина и тя я уверява, че е била жертва на Данте Алберти. Инес съобщава на Емилия, че Лусия е дъщеря на Естебан, тъй като той го е доказал, като е направил ДНК тест. Инес се изправя срещу Лукресия относно ДНК теста, който е променила, и я уверява, че ако не иска да отиде в затвора, ще трябва да приеме условията на Естебан. Донато и Бруно са разпитани от лейтенант Акуня и двамата се разграничават от скандала, свързан с Естебан. Марсия вижда мъжа, който я преследва. Емилия разкрива на Донато, че синът, който е загубила преди години, е на Николас. Лусия разпитва Мариса дали тя е истинската ѝ майка. |    |                                                                              |                              | |                   |                            |                     |
| 50 | 50 | Да, съществува божествената справедливост ("Sí existe la justicia divina")   | Серхио Катаньо, Ектор Маркес | Габриела Ортигоса, Роса Саласар Аренас, Рикардо Техеда, Фермин Сунига, Антони Мартинес, Хуан Карлос Техеда | 21 октомври 2022  | 21 февруари 2024           | 3.8                 |
| Естебан потвърждава на Лусия и Уго, че Мариса е тяхната майка. Те я заклеймяват като убийца и не се изслушват обясненията за това какво наистина се е случило. Естебан и Марсия устройват капан за убиеца на Антонио Хил. Уго намира всички улики, които Мариса е събрала, за да открие убиеца на Николас. Естебан спасява живота на Марсия. Донато е притиснат в ъгъла от полицията. Бруно разкрива на Естебан и Марсия, че той и Донато са убийците на Николас и им казва причините, поради които са го убили. Донато се опитва да избяга от болницата, но е заловен. Лусия и Уго молят майка си за прошка. Марсия посещава Донато в затвора и го уверява, че сега той ще живее в ада, който тя е преживяла. Лукресия е арестувана за опит да убие Марсия. Донато и Бруно са малтретирани в затвора. Емилия умира след раждането, а Бетина получава попечителството над бебето. Лукресия се опитва да се самоубие в затворническата килия, но Флоренсия я спира. Естебан и Марсия подновяват брачните си обети.                                                                   |    |                                                                              |                              | |                   |                            |                     |

## Награди и номинации
| Година | Церемония               | Категория                                    | Номинация                                                                                | Резултат   |
| ------ | ----------------------- | -------------------------------------------- | ---------------------------------------------------------------------------------------- | ---------- |
| 2022   | TV Adicto Golden Awards | Най-добра звезда                             | Арасели Арамбула                                                                         | Печели     |
| 2022   | TV Adicto Golden Awards | Най-добра адаптация                          | Роса Саласар Аренас, Рикардо Техеда, Фермин Сунига, Антони Мартинес и Хуан Карлос Техеда | Печелят    |
| 2023   | Premios Juventud        | Любим актьор                                 | Андрес Паласиос                                                                          | Номиниран  |
| 2023   | Premios Juventud        | Те ме карат да се влюбя                      | Арасели Арамбула и Андрес Паласиос                                                       | Печелят    |
| 2023   | Produ Awards            | Най-добър продуцент на сериал или теленовела | Кармен Армендарис                                                                        | Номинирана |

## Версии
- Мащехата (оригинална история), чилийска теленовела от 1981 г., режисирана от Оскар Родригес и продуцирана от Рикардо Миранда за Canal 13, с участието на Яел Унхер и Уалтер Клихе.
- Да живееш по малко, мексиканска теленовела от 1985-1986 г., режисирана от Рафаел Банкелс, Педро Дамян и Беатрис Шеридан и продуцирана от Валентин Пимстейн за Телевиса, с участието на Анхелика Арагон, Рохелио Гера и Беатрис Шеридан.
- За цял живот, мексиканска теленовела от 1996 г., режисирана от Хуан Карлос Муньос, Карина Дупрес и Гастон Тусет и продуцирана от Лусеро Суарес и Хуан Осорио за Телевиса, с участието на Офелия Медина, Есикел Лавандеро и Силвия Паскел.
- Завинаги, мексиканско-американска теленовела от 1996 г., режисирана от Джон Бродерик и продуцирана от Карлос Сотомайор и Рафаел Уриостеги за Фокс, с участието на Мария Майензет, Марк Шнайдер и Черил Макуилямс, версия е на За цял живот.
- Мащехата, мексиканска теленовела от 2005 г., режисирана от Ерик Моралес и Хорхе Едгар Рамирес и продуцирана от Салвадор Мехия за Телевиса, с участието на Виктория Руфо, Сесар Евора и Жаклин Андере.
- Кой уби Патрисия Солер, колумбийска теленовела от 2015 г., режисирана от Фелипе Агилар и Родолфо Ойос и продуцирана от Уго Леон Ферер за Ар Си Ен Телевисион, с участието на Итати Канторал, Мигел де Мигел и Джералдин Зивик.

## В България
Премиерата на теленовелата в България е на 14 декември 2023 г. по Би Ти Ви Стори, като последният епизод е излъчен на 21 февруари 2024 г. Второто излъчване на теленовелата започва на 17 февруари 2025 г. отново по Би Ти Ви Стори и приключва на 25 април 2025 г. Ролите озвучават актьорите Таня Димитрова, Петя Абаджиева, София Джамджиева, Владимир Колев и Илиян Пенев. Преводачи са Илка Филипова-Бечева, Мадлена Радева, Луиза Топузян, Зорница Стойкова, Румяна Попова и Виолета Георгиева, тонрежисьори са Светослав Димитров, Калоян Гетов и Михаил Бозев, а режисьор на дублажа е Тодор Георгиев. Обработката е на Саунд Сити Студио.